# Condado de Pyrzyce
Pyrzyce (polaco: powiat pyrzycki) é um powiat (condado) da Polónia, na voivodia da Pomerânia Ocidental. A sede do condado é a cidade de Pyrzyce. Estende-se por uma área de 725,71 km², com 40 059 habitantes, segundo os censos de 2005, com uma densidade 55,2 hab/km².

## Divisões admistrativas
O condado possui:
Comunas urbana-rurais: Lipiany, Pyrzyce
Comunas rurais: Bielice, Kozielice, Przelewice, Warnice
Cidades: Lipiany, Pyrzyce

## Demografia
População (dados de 30 de Junho de 2005):
|          | Total   | Total | Mulheres | Mulheres | Homens  | Homens |
| -------- | ------- | ----- | -------- | -------- | ------- | ------ |
|          | pessoas | %     | pessoas  | %        | pessoas | %      |
| Total    | 40 059  | 100   | 20 167   | 50,3     | 19 892  | 49,7   |
| Cidades  | 16 882  | 100   | 8706     | 51,6     | 8176    | 48,4   |
| Povoados | 23 177  | 100   | 11 461   | 49,4     | 11 716  | 50,6   |